# Vansi
Vansi est un village situé dans la commune de Kernu du comté de Harju en Estonie.
Au 31 décembre 2011, le village compte 97 habitants.